# كيفن بست
كيفن بست (بالإنجليزية: Kevin Best)‏ هو رسام أسترالي، ولد في 27 يناير 1932، وتوفي في 31 يوليو 2012.